# Dolnji Ajdovec
Dolnji Ajdovec je naselje u slovenskoj Općini Žužemberku. Dolnji Ajdovec se nalazi u pokrajini Dolenjskoj i statističkoj regiji Jugoistočnoj Sloveniji. 

## Stanovništvo
Prema popisu stanovništva iz 2002. godine naselje je imalo 63 stanovnika.